# Slovanská mytologie

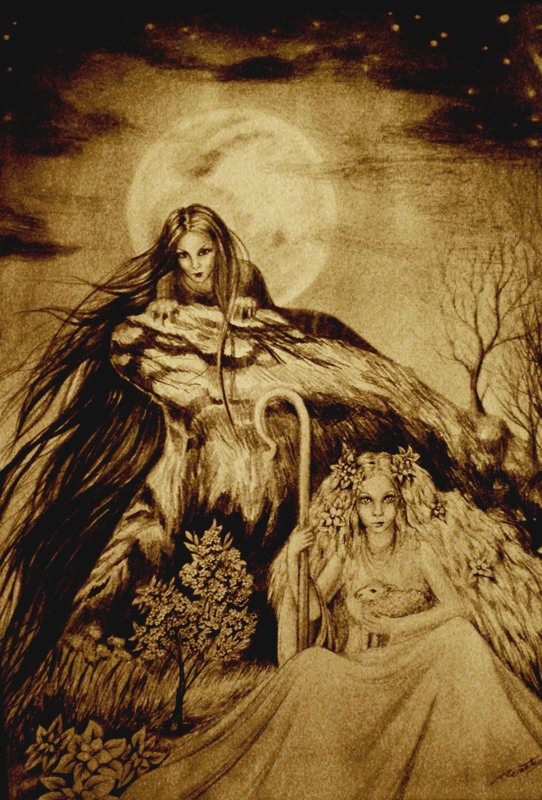
Morana a Vesna v moderním podání

Slovanská mytologie je soubor předkřesťanských slovanských představ a příběhů o stvoření a přirozenosti světa, bozích, démonech a hrdinech. Je součástí slovanského předkřesťanského náboženství a sdílí mnohé společné rysy s ostatními indoevropskými mytologiemi, například významné postavení hromovládného boha. Některé z jejích prvků se zachovaly ve slovanské lidové tradici, společně s prvky křesťanskými a neslovanskými, a zároveň je významnou součástí rodnověří – slovanské novopohanské tradice.
Stav poznání slovanské mytologie je velké míře limitován vzácností a torzovitostí dobových písemných pramenů o ní. Autentické slovanské mýty prakticky nejsou zachovány a na její podobu se usuzuje kromě historických pramenů především z komparativní mytologie, lingvistiky, archeologie a pozdního folklóru.

## Studium

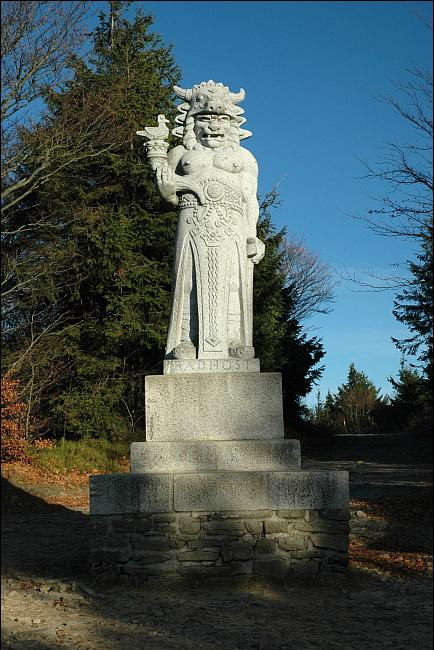
Socha Radegasta z 20. století na beskydském vrchu Radhošť

Písemné prameny o slovanské mytologii jsou velmi chudé, jak co do množství, tak co do obsahu. Veškeré prameny, s výjimkou několika z arabského prostředí, také pochází od křesťanských autorů a jsou zatíženy jejich vírou a znalostí antického náboženství. Mnoho pramenů je také dílem autorů, kteří neuměli slovanský jazyk. Dalším problémem je, že až na výjimky prameny pocházejí až z doby christianizace či doby těsně předcházející nebo následující. V té době už byly náboženské a mytologické představy Slovanů diferencovány, a tak nelze tyto zprávy vztáhnout na celé slovanské náboženství. Ve východoslovanském prostředí je hlavním pramenem Pověst dávných let z 12. století a různá díla církevní literatury, především kázání, pro mytologii Polabských Slovanů zase různé kroniky křesťanských autorů z 11. a 12. století, například Dětmara z Merseburku nebo Helmolda z Bosau.
Akademický zájem o slovanskou mytologii se počal rozvíjet především s nástupem romantismu na počátku 19. století v rámci takzvané mytologické školy vycházející z díla bratří Grimmů. Od poloviny 19. století počal nastupovat do této oblasti pozitivistický přístup vymezující se proti spekulativním hypotézám a nekritickému čerpání z pozdní lidové kultury. Od poloviny 20. století byla tato oblast zájmu silně ovlivněna archeologickými poznatky a srovnávací mytologií založenou na trojfunkční hypotéze.

## Mytologické představy
Slovanské mýty se zachovaly pouze v zlomkovité a nepůvodní podobě. Existuje však bohatý materiál svědčící o animistickém pohledu na svět a bytostech, které jej obývaly, a také o sezónních slavnostech, svědčících o cyklickém chápání času.

### Kosmogonie
Mýtus o stvoření světa se u Slovanů zachoval pouze ve folklórním podání a v Povesti vremenných let, která sice má spíše podobu křesťanského apokryfu, ale její podání stvoření světa folklóru odpovídá.
Obecně se jedná o stvoření dvěma demiurgy. Jeden z nich má tvůrčí potenciál, ale je pasivní, druhý je aktivní, ale bez tvůrčího potenciálu. Byli představováni většinou v ptačí podobě, a později christianizováni na Boha a Ďábla. Bůh je pasivním stvořitelem, který někdy ani neví, jak svět stvořit. Ďábel se na jeho příkaz potápí na dno světového oceánu a přináší mu odtud hrst písku a zeminy, ze které Bůh stvoří svět. Podle některých názorů je pasivním stvořitelem Svarog a aktivním Veles, případně nejasná božstva Bělboh a Černoboh.
V Povesti vremenných let zní mýtus následovně tak, že podstatou stvoření světa je součinnost Boha a Satana, kteří se na počátku oba vznášeli nad nekonečným praoceánem. Podle jedné z verzí vytvoří Satan zemi ze své vlastní vůle, podle jiné na příkaz Boha. Je toho schopen jako jediný, protože andělé jsou příliš lehcí. Vyzvednutí země z vody se mu podaří až napotřetí, když ji vyzvedává ve jménu Božím. Kromě hrsti písku v rukou pro Boha skryje další v ústech. Když však začne písek růst, vykašlává ho, a tak vznikají pustiny, hory, skály a bažiny. Bůh tvoří roviny a úrodná pole.
Mýtus o stvoření světa prostřednictvím dvou demiurgů se ke Slovanům dostal ze severní Eurasie, nejspíš prostřednictvím ugrofinských či turkotatarských národů. Podle jiných teorií jde o mýtus dualistický, ovlivněný íránským prostředním. Existují i další mýty o stvoření, jako například slovinský o kosmickém vejci sneseném božským kohoutem, z něhož se vylilo sedm řek, které zúrodnily zemi. Vznikl nejspíše pod vlivem orfismu. Ve slovinském, slovenském a podkarpatském prostředí existují také mýty o vzniku světa z ohně.

### Antropogonie
Také o stvoření člověka hovoří Povest vremenných let: „Víme, jak byl člověk stvořen. Bůh se myl v lázni a zpotil se, i otřel se věchtem a hodil jej z nebe na zem. Vznikl spor mezi Satanem a Bohem, kdo z nich má z věchtu stvořit člověka. I stvořil Satan člověka, a Bůh vložil do něj duši, aby až člověk umře, tělo šlo do země a duše k Bohu.“ Podle některých mýtů stvořil člověka Bůh, ale Satan ho poplival, čímž vzniklo všechno lidské trápení. Také ve Slovinsku se tradovalo, že člověk vznikl z kapky potu, která spadla z Božího čela na zem. Tím byl člověk odsouzen pracovat. V Rusku byl znám příběh o Rodovi, který stále tvoří nové lidi házením hrud hlíny na zem, tento motiv je analogický mýtu o Deukaliónovi a Pyrze. U západních Slovanů byl zas znám mýtus o prvním člověku králi Muži (Mandžakovi), který je analogický germánskému Mannovi.

### Kosmologie

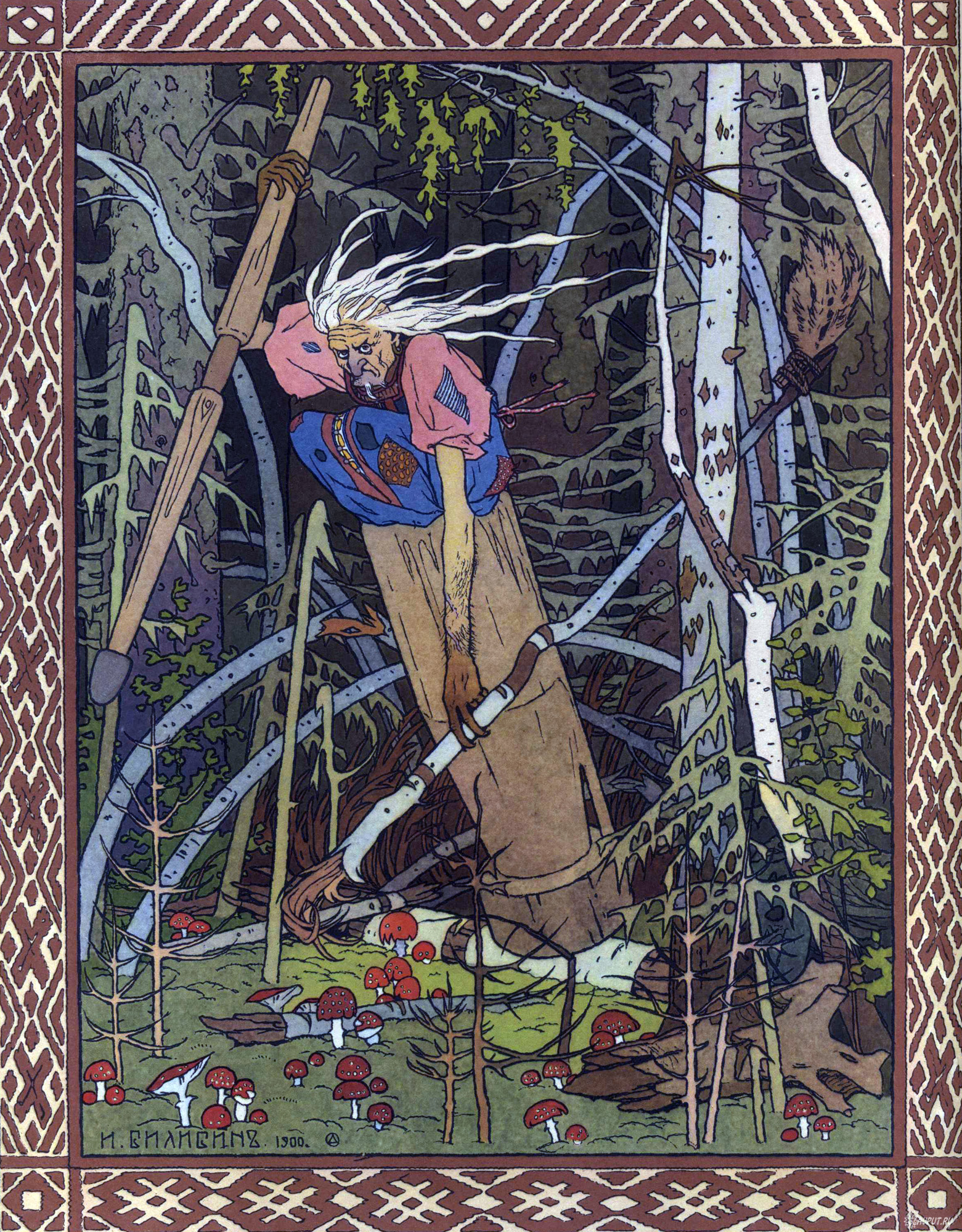
Baba Jaga

Ve slovanském folklóru je často země líčena jako spočívající na rybě, velrybě či několika rybách. Svět býval rozdělován na horní – nebe, střední – zemi a dolní – podsvětí. Ty jsou spojeny světovým stromem, kterým je dub, méně často borovice. Na vodorovné ose je pak svět rozdělen na čtyři světové strany. Zemi ztotožňované s Mokoš se dostávalo veliké úcty a například tráva byla chápána jako její vlasy, skály jako její kosti a řeky jako její žíly. Země byla chápána jako matka a nebesa, jejichž bohem je Svarog, jako otec.
I nebeská tělesa mají božskou podstatu, Slunce bylo chápáno jako vševidoucí oko, jako okřídlený mladík s křídly nebo v indoevropském duchu jedoucí po obloze v zlatém voze taženém bělouši. Ráno se koupalo v moři, při své denní pouti bojovalo s démony mraků a při zatmění bylo ohrožováno drakem či vlkodlakem. Nejčastěji je ztotožňované s bohem Dažbogem. Měsíc je jeho mladším bratrem, v Rusku někdy sestrou, nejspíš pod řeckým vlivem. Hrál důležitou úlohu v magii a léčitelství a věřilo se, že k němu putují duše zemřelých. Obě tato tělesa tradičně sídlí za mořem. Jejich sestrou byla Zora, často milenka jednoho z nich či obou. Ostatní hvězdy byly chápány nejčastěji jako děti Slunce a Měsíce. Věřilo se, že každý člověk má svou hvězdu a ta v okamžiku jeho smrti padá.
Podsvětí zvané nav, někdy ležící za mořem, je chápáno jako klidné a vlhké místo. Vládl mu nejspíš Veles. Jakožto ráj bývá někdy označován jako Irij nebo ztotožňován s ostrovem Bujan. V pohádkách se často Onen svět vyskytuje spíš jako říše přízračných bytostí než mrtvých duší. Bývá také nazýváno „Třikrát desáté království“, které leží za hranicemi lidského světa. Cesta hrdiny do něj se většinou neobejde bez průvodce, který může být třeba čarodějnice, kůň či pták, případně bez pomoci kouzelného předmětu. Tento motiv může být ovlivněn sibiřským šamanismem a průvodce pak má funkci psychopompa.

### Zakladatelské mýty
Ve slovanském prostředí lze nalézt celou řadu pověstí o počátcích kmenů či dynastií, které vykazují rysy mýtu. Byly zaznamenány středověkými křesťanskými kronikáři, jejichž dílo bylo ovlivněno biblickými a antickými motivy, přesto se v nich objevuje řada prvků, které vychází z předkřesťanských tradic. Ve své původní formě mohly mít podobu eposu, jako například Slovo o pluku Igorově, ruské byliny a jihoslovanské junácké písně.
V českém prostředí představuje zakladatelský mýtus příběh zaznamenaný Kosmou ve 12. století o příchodu bezejmenného lidu k hoře Říp, který si zvolí po svém vůdci Čechovi jméno Čechové. Následuje vyprávění o soudci Krokovi a jeho dcerách Kazi, Tetce a Libuši, z nichž poslední jmenovaná zdědí po svém otci soudcovskou funkci a nakonec si bere za manželka oráče Přemysla, s kterým zakládá přemyslovskou dynastii. Příběh o bezejmenné panně hadačce, která si bere Přemysla, už je však zaznamenán v Kristiánově legendě z konce 10. století. V Kosmově díle se objevuje ještě epizoda o Dívčí válce, Lucké válce a seznam legendárních přemyslovských knížat. Tyto pověsti byly dále přepracovávány a doplňovány v dalších dílech, především Dalimilově kronice, Hájkově kronice a Starých pověstech českých.
V Polsku existuje o počátcích polského národa a dynastie více verzí. Legendární praotec Lech se objevuje až v Kronice velkopolské z 13. a 14. století. Kronika Vincenta Kadlubka z 13. století vypráví o Krakovi, drakobijci zakladateli Krakova, jeho stejnojmenném synovi a dceři Wandě. Až poté uvádí knížete Popela, uváděného již Kronikou Galla Anonyma z 12. století, po jehož smrti nastoupil na trůn Zemomysl, syn oráče Piasta a zakladatel dynastie Piastovců. Přestože tyto příběhy obsahují některé mytické motivy, například oráče – zakladatel dynastie jako v českých pověstech, mají spíše podobu dvorské pověsti ovlivněné cizími prvky.
Již ze 7. století je doložena ruská pověst o založení Kyjeva třemi bratry jménem Kyj, Šček a Choriv, společně s jejich sestrou Lybeď´. Podle Jaana Puhvela jsou mytickým eposem také dějiny Kyjevské Rusi až do roku 988, a postavy jako Rurik, Oleg, Igor a Svjatoslav nejsou historické.

### Mytické bytosti
Kromě bohů znali pohanští Slované i celou řadu nižších bytostí, nazývány byly většinou slovem běs či div, které souvisí s indickým déva. Některé z nich též ctili a obětovali jim. Mezi ty patřili například beregině, víly či upíři.
K nejvýznamnějším patří zmiňované víly. V různých podáních existují víly lesní, vzdušné, horské a také víly zlé. Existují další ženské bytosti jim podobné, patří mezi ně především rusalky, divé ženy nebo divoženky doprovázené divými muži. Ženské bytosti byly spojovány také s osudem a časem, patří mezi ně například Rožanice čili sudičky nebo polednice. Známi byli také duchové lesní, zvaní lešijové, a polní, jako je žithola. Voda byla obývána vodníky, oheň duchem jménem ovinnik. Rozsáhlá byla také skupina domácích duchů jako je domovoj. U západních Slovanů byly známy malé bytosti jako jsou ludkové. Mnoho duchů bylo také spojováno s mrtvými nebo jim byly přisuzovány démonické vlastnosti, patří mezi ně například Baba Jaga, Kostěj, vlkodlak, čert nebo upír.

## Bohové

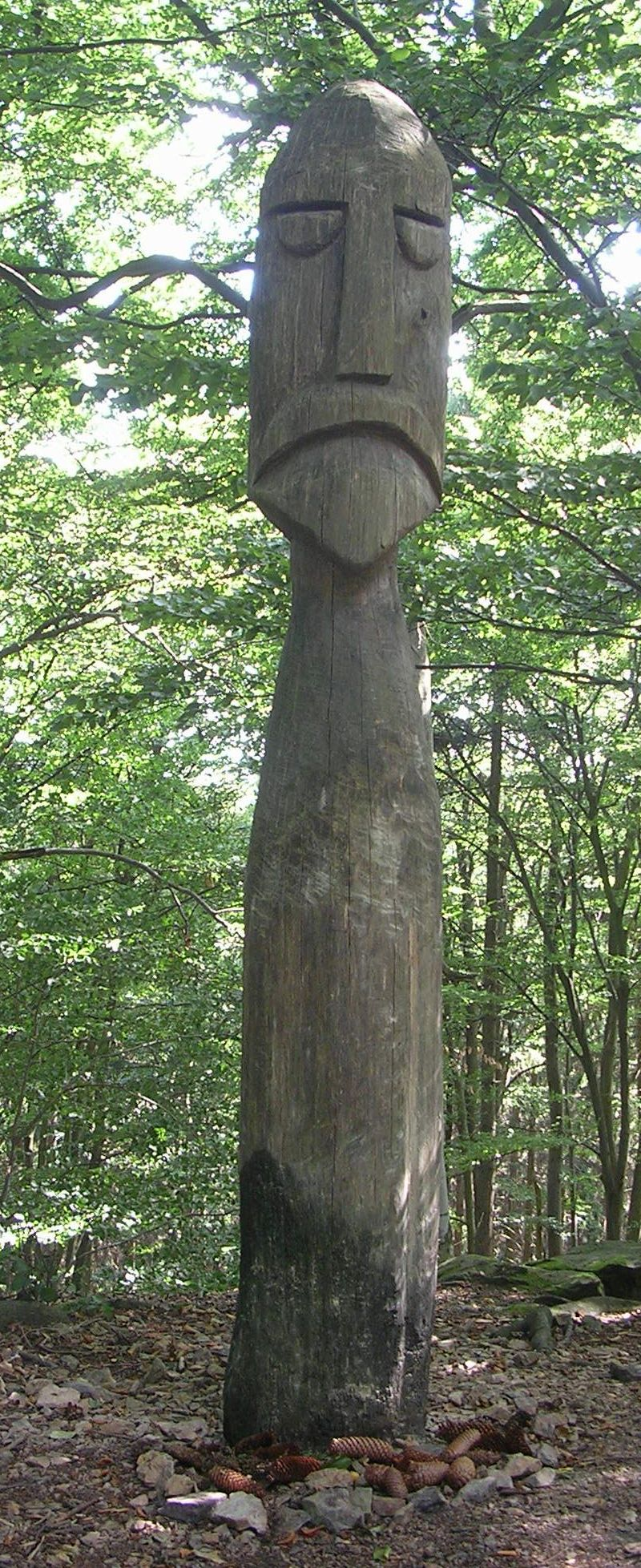
Moderní idol Velese na Velízu, bůh vody, země a podsvětí

Písemné záznamy o slovanské mytologii neuvádí jednotný panteon, dá se mluvit minimálně o dvou okruzích, jednom ruském a druhém polabském. Někteří badatelé zcela odmítají existenci jednotného slovanského panteonu a mytologie, spíše se však předpokládá že jednotná archaická kultura u Slovanů existovala až do počátku 9. století. Slovanské slovo „bůh“ souvisí se sanskrtským bhaga, „rozdělující bohatství“ či „dárce dobra“. Archeologické nálezy dokládají že Slované už v době své expanze ctili bohy v lidské podobě.
U všech Slovanů je předpokládána víra v Peruna, boha hromu a blesku, obecně známý také nejspíš byl chtonický bůh Veles spojovaný se stády, bohatstvím a magií a Mokoš, bohyně vody a země. Perun společně s Velesem však představovali hlavní božstvo. Ruské prameny pak uvádí nejvyššího boha-stvořitele Svaroga, boha slunce Dažboga a několik dalších božstev s více či méně nejasnou funkcí. V pozici stvořitele podle některých teorií nahrazuje Svaroga Rod.
U polabských Slovanů jsou známa jména především hlavních kmenových božstev, ačkoliv prameny zmiňují i další idoly, ovšem bez udání jména i funkce. Jejich jména spíše než teonyma připomínají přízviska a tituly. A tak je možné, že pod více jmény lze najít jedno božstvo. Mezi nejznámější patří Svantovít ctěný Rány, Svarožic ctěný Ratary, Triglav ctěný Pomořany a Jarovít ctěný ve Wolgastu. Podle Helmondovy zprávy znali také pasivní nebeské božstvo, nejspíš totožné se Svarogem. Odmítnuta byla teorie, že bohové polabských kmenů jsou zbožštěná knížata a vojevůdci.
Uvádí se další slovanská božstva, jejichž existence je však většinou zpochybňována. Jedná se například o postavy uváděné v polských raně novověkých kronikách, které však podle některých názorů skutečně jsou reliktem archaické tradice. Dále se jedná o vymyšlené bohy uváděné v lužickosrbských kronikách jako je Flins a v kronikách českých jako Vesna nebo Devana. Některými badateli byly za božstva považovány svátky či při nich používané figury, jako je Jarilo nebo Kračun. Figury jarních slavností, jako je Jarilo, však skutečně původně byly zpodobněním vegetačního božstva a bývá připouštěna existence bohyň Lady a Morany.
Mnozí badatelé také předpokládají u Slovanů henoteismus zaměřený na Peruna, chápaného jako nejvyšší božstvo. To by pak znamenalo, že se v kultu přiblížili sousedním ugrofinským a turkotatarským národům. Ve skutečnosti Perunovi zcela určitě konkuroval Veles.

### Trojfunkční hypotéza
Slovanská mytologie byla zkoumána z hlediska trojfunkční hypotézy George Dumézila, která byla formulována v polovině 20. století. Ta předpokládá u Indoevropanů „univerzální klasifikační systém“ sestávající ze tří funkcí: svrchovanosti, války a plodnosti, který se odráží jak v sociální, tak náboženské sféře. Funkce svrchovanosti v tomto konceptu zahrnuje náboženství, vládu, magii a právo. Aplikace této hypotézy na slovanskou kulturu je však problematizována její odlišnou sociální strukturou. Výše zmíněné funkce v Dumézilově konceptu odpovídají složkám kněží, válečníků a zemědělců vyjádřenou například indickými varnami bráhmanů, kšatrijů a vaišjů, zatímco u Slovanů, ale také u Germánů, zpravidla figurovala trojice šlechta-svobodní zemědělci-otroci. S výjimkou Polabských Slovanů, u kterých je doložena kněžská vrstva, tak první dvě funkce ve slovanské společnosti splývaly. Ojedinělým dokladem klasické trojné koncepce je pouze ruská píseň Golubinaja kniga, v které je přisuzován různým společenským vrstvám původ z různých částí prvního člověka Adama, carům z hlavy, knížatům-bojarům z ostatků a rolníkům z kolene, což navíc vykazuje silnou podobnost s rgvédským podáním o vzniku lidstva z Puruši. Přestože se jedná o folklórní dílo vzniklé v křesťanské prostředí a doložené až v 19. století, může se jednat o dědictví společných indoevropských kořenů.
Kromě odlišností v sociální struktuře je však aplikace trojfunkční hypotézy ztížena nedostatkem pramenů o slovanské mytologii. Funkce božstev je zpravidla předmětem spekulací, v případě bohů Polabských Slovanů zase dochází ke kumulaci mnoha různých funkcí, například Svantovít nese rysy božstva svrchovanosti, války a částečně i plodnosti. S ohledem na nedostatek pramenů se slovanskou mytologií ve svých pracích, až na výjimky, nezabýval ani Georges Dumézil. Upozornil však na nápadnou shodu „starších bohatýrů" ruských bylin: Volcha Vseslajeviče, Svjatogora Kolyvaniče a Mikuly Seljanoviče s třemi indoevropskými funkcemi. S ohledem výše zmíněné problémy zpochybnili vhodnost aplikace trojfunkční hypotézy na slovanskou mytologii badatelé jako Zdeněk Váňa nebo Naďa a Martin Profantovi. Váňa také spíše než na trojnou koncepci usuzuje na dvojnou, přičemž jedna funkce první by slučovala válku se suverenitou a byla by reprezentována Perunem, zatímco druhá funkce by slučovala magií s plodností a byla by reprezentována Velesem.
U Slovanů nelze také nalézt trojici božstev zastupující všechny funkce, za které jsou považována římská archaická triáda: Jupiter, Mars, Quirinus nebo božstva ctěná v pruské Romuvě: Patollo, Perkun, Potrimpo. Nelze tak interpretovat trojici Rujevít, Porevít a Porenut ctěnou v rujánské Korenici, nejasný je také význam zmínky o ctění severské trojice Ódin, Thór a Freya Lutici. Existují také pokusy v rámci trojfunkční hypotézy interpretovat zbručský idol a boha Trihlava.

#### Rozdělení funkcí
Mezi prvními badateli, kteří se pokusili aplikovat trojfunkční hypotézu na slovanskou mytologii, figuroval především Vladimír Toporov a Vjačeslav Ivanov. Ti jako božstvo první funkce chápou Striboga, kterého na základě jedné z etymologií vykládají jako „boha otců, boha předků“. Jako božstvo druhé funkce pak identifikovali Peruna, jako božstvo třetí funkce Velese, přičemž tyto dvě postavy považují za vzájemně nepřátelské na základě své hypotézy základního mýtu.
Aleksander Gieysztor ve své aplikaci hypotézy počítal i s vnitřní dualismem první funkce, za božstvo varunovského pólu označil Velese a za mitrovské Peruna, včetně jeho hypostazí, kterými podle jeho názoru jsou Svantovít a Jarovít. Válečnickou druhou funkci pod něj reprezentovali sluneční božstva Svarog, Dažbog a Svarožič, zatímco funkci třetí Mokoš, Rod a případní slovanští blíženci – Lel a Polel.
Gieysztorovým závěrům se podobá názor Michala Téry, který však Peruna považuje za božstvo druhé funkce, zatímco otázku duality druhé funkce nechává nerozřešenou. S Perunovým zařazením k druhé funkci souhlasí i Martin Golema, který vidí dualitu první funkce reprezentovanou Svarogem a Velesem ve východoslovanském prostředí a Černobohem a Provem v polabském prostředí.

### Prototeismus
Polský historik Henryk Łowmiański v roce 1979 formuloval hypotézu, že Slované znali pouze jedinou výraznou božskou postavou – boha nebes, a existoval u nich tedy prototeismus či pramonoteismus. Ten byl podle něj u západních Slovanů nazýván Svarog, zatímco u východních Perun – v důsledku akcentu na jeho hromovládné atributy. Až v důsledků kontaktů s křesťanstvím mělo dojít k individualizaci hypostazí nebeského boha a také deifikaci původně démonických bytostí. Tuto hypotézu zakládá na pasáži z díla Válka s Góty Prokopia z Kaisareie pocházejícího přibližně z roku 560, ve které se o Slovanech a Antech uvádí následující:
| „ | Domnívají se, že jeden z [jejich] bohů (theós) je tvůrce blesku a je sám jediným pánem všech věcí, a obětují mu býky a jiné zvířecí oběti. Neznají osud, a ani nepřiznávají, že by měl nějaký vliv na lidi. Když se pak blíží jejich smrt – buď že onemocní, anebo jdou do války -, slibují bohu, že mu ihned přinesou děkovnou oběť, jestliže přežijí; a když vyváznou, obětují mu, co slíbili, a předpokládají, že touto obětí vykoupili svou záchranu. Uctívají řeky, vodní víly (nymfai) a různá další božstva (daimonia), obětují jim všem a z těch obětí vyvozují věštby. | “ |

Łowmiańského hypotéza je tak založena pouze na jedné z rukopisných variant, zatímco druhá by spíše poukazovala na kultický henoteismus známý z polabského prostředí. Je také v rozporu s rozvinutým polyteismem v jiných indoevropských náboženstvích, jejichž podoba je lépe doložena dobovými prameny, který vede k předpokladu, že již Praindoevropané měli bohatou mytologii a věřili ve více božstev. Prokopios, jehož znalost slovanského náboženství byla nejspíše jenom povrchní a setkal se jen s úzkou částí slovanské společnosti – účastníky válečných výprav, mohl také použít interpretatio christiana či interpretatio graeca – nabízí se ovlivnění postavou Dia. Je taktéž možné, že Slované, které potkal, akcentovali kult nebeského boha s válečnickou funkcí.

#### Henoteismus
Mírnější verzi hypotézy o prototeismu představuje názor, že Slované byly henoteisty, tedy uctívali jedno božstvo jako nejvyšší, ale zároveň znali a uctívali i jiné bohy. Napovídá tomu například tvrzení Helmolda z Bosau o Polabských Slovanech v jeho díle Kronika Slovanů z konce 12. století, která prezentuje božstvo typu deus otiosus:
| „ | Mají tedy mnohotvárné božské bytosti, jimž přisuzují pole a lesy, smutky a rozkoše, nepopírají však, že je jeden bůh na nebesích, který poroučí ostatním, je nad jiné mocný a stará se jen o věci nadpozemské. Ostatní bohové, kteří vzešli z jeho krve, vykonávají úkoly, které jim jsou přiděleny. Jeden každý z nich je tím vznešenější, čím blíže stojí bohu bohů. | “ |

V podobném duchu byl jako deus deorum „bůh bohů“ označován Svantovít a jako summus deus „nejvyšší bůh“ zase Trihlav.